# Arrondissement de Castellane
Pour les articles homonymes, voir Castellane (homonymie).
L'arrondissement de Castellane est une division administrative française, située dans le département des Alpes-de-Haute-Provence et la région Provence-Alpes-Côte d'Azur.

## Composition

### À la création de l'arrondissement en 1800
- Canton d'Annot
- Canton de Castellane
- Canton de Colmars
- Canton d'Entrevaux
- Canton de Saint-André
- Canton de Senez
- Canton de Thorame
- Canton d'Ubraye

### Avant le redécoupage de 2015
L’arrondissement de Castellane était composé de 5 cantons:
- Canton d'Allos-Colmars
- Canton d'Annot
- Canton de Castellane
- Canton d'Entrevaux
- Canton de Saint-André-les-Alpes

### Composition depuis 2015
À la suite d'un décret du 24 février 2014, la taille des cantons évolue après les élections départementales de 2015. Contrairement à l'ancien découpage où chaque canton était inclus à l'intérieur d'un seul arrondissement, le nouveau découpage territorial s'affranchit des limites des arrondissements. Certains cantons peuvent être composés de communes appartenant à des arrondissements différents. Dans l'arrondissement de Castellane, ce n'est pas le cas.
Au 1er janvier 2017, les communes de Barrême, Blieux, Chaudon-Norante, Clumanc, La Palud-sur-Verdon, Saint-Jacques, Saint-Lions, Senez et Tartonne sont transférées de l'arrondissement de Digne-les-Bains vers celui de Castellane.
Le nouveau territoire correspond à celui de la Communauté de communes Alpes Provence Verdon - Sources de Lumière.
L'arrondissement de Castellane compte deux cantons :
Depuis 2015, le nombre de communes des arrondissements varie chaque année soit du fait du redécoupage cantonal de 2014 qui a conduit à l'ajustement de périmètres de certains arrondissements, soit à la suite de la création de communes nouvelles. Le nombre de communes de l'arrondissement de Castellane est ainsi de 32 en 2015, 32 en 2016 et 41 en 2017.
Au 1er janvier 2024, l'arrondissement groupe les 41 communes suivantes :
| Nom                          | Code Insee | Intercommunalité                              | Superficie (km2) | Population (dernière pop. légale) | Densité (hab./km2) | Modifier                                    |
| ---------------------------- | ---------- | --------------------------------------------- | ---------------- | --------------------------------- | ------------------ | ------------------------------------------- |
| Castellane (chef-lieu)       | 04039      | CC Alpes Provence Verdon - Sources de Lumière | 117,79           | 1 454 (2022)                      | 12                 | modifier les données · modifier les données |
| Allons                       | 04005      | CC Alpes Provence Verdon - Sources de Lumière | 41,71            | 125 (2022)                        | 3,0                | modifier les données · modifier les données |
| Allos                        | 04006      | CC Alpes Provence Verdon - Sources de Lumière | 116,65           | 816 (2022)                        | 7,0                | modifier les données · modifier les données |
| Angles                       | 04007      | CC Alpes Provence Verdon - Sources de Lumière | 9,83             | 70 (2022)                         | 7,1                | modifier les données · modifier les données |
| Annot                        | 04008      | CC Alpes Provence Verdon - Sources de Lumière | 29,80            | 1 013 (2022)                      | 34                 | modifier les données · modifier les données |
| Barrême                      | 04022      | CC Alpes Provence Verdon - Sources de Lumière | 37,05            | 402 (2022)                        | 11                 | modifier les données · modifier les données |
| Beauvezer                    | 04025      | CC Alpes Provence Verdon - Sources de Lumière | 26,98            | 387 (2022)                        | 14                 | modifier les données · modifier les données |
| Blieux                       | 04030      | CC Alpes Provence Verdon - Sources de Lumière | 56,80            | 52 (2022)                         | 0,92               | modifier les données · modifier les données |
| Braux                        | 04032      | CC Alpes Provence Verdon - Sources de Lumière | 11,67            | 134 (2022)                        | 11                 | modifier les données · modifier les données |
| Castellet-lès-Sausses        | 04042      | CC Alpes Provence Verdon - Sources de Lumière | 53,91            | 140 (2022)                        | 2,6                | modifier les données · modifier les données |
| Chaudon-Norante              | 04055      | CC Alpes Provence Verdon - Sources de Lumière | 37,48            | 180 (2022)                        | 4,8                | modifier les données · modifier les données |
| Clumanc                      | 04059      | CC Alpes Provence Verdon - Sources de Lumière | 53,68            | 221 (2022)                        | 4,1                | modifier les données · modifier les données |
| Colmars                      | 04061      | CC Alpes Provence Verdon - Sources de Lumière | 81,82            | 548 (2022)                        | 6,7                | modifier les données · modifier les données |
| Demandolx                    | 04069      | CC Alpes Provence Verdon - Sources de Lumière | 20,37            | 111 (2022)                        | 5,4                | modifier les données · modifier les données |
| Entrevaux                    | 04076      | CC Alpes Provence Verdon - Sources de Lumière | 60,37            | 791 (2022)                        | 13                 | modifier les données · modifier les données |
| Le Fugeret                   | 04090      | CC Alpes Provence Verdon - Sources de Lumière | 28,38            | 200 (2022)                        | 7,0                | modifier les données · modifier les données |
| La Garde                     | 04092      | CC Alpes Provence Verdon - Sources de Lumière | 16,63            | 126 (2022)                        | 7,6                | modifier les données · modifier les données |
| Lambruisse                   | 04099      | CC Alpes Provence Verdon - Sources de Lumière | 21,78            | 81 (2022)                         | 3,7                | modifier les données · modifier les données |
| Méailles                     | 04115      | CC Alpes Provence Verdon - Sources de Lumière | 32,74            | 118 (2022)                        | 3,6                | modifier les données · modifier les données |
| Moriez                       | 04133      | CC Alpes Provence Verdon - Sources de Lumière | 37,18            | 238 (2022)                        | 6,4                | modifier les données · modifier les données |
| La Mure-Argens               | 04136      | CC Alpes Provence Verdon - Sources de Lumière | 34,73            | 333 (2022)                        | 9,6                | modifier les données · modifier les données |
| La Palud-sur-Verdon          | 04144      | CC Alpes Provence Verdon - Sources de Lumière | 81,26            | 350 (2022)                        | 4,3                | modifier les données · modifier les données |
| Peyroules                    | 04148      | CC Alpes Provence Verdon - Sources de Lumière | 33,34            | 248 (2022)                        | 7,4                | modifier les données · modifier les données |
| La Rochette                  | 04170      | CC Alpes Provence Verdon - Sources de Lumière | 18,80            | 72 (2022)                         | 3,8                | modifier les données · modifier les données |
| Rougon                       | 04171      | CC Alpes Provence Verdon - Sources de Lumière | 35,83            | 120 (2022)                        | 3,3                | modifier les données · modifier les données |
| Saint-André-les-Alpes        | 04173      | CC Alpes Provence Verdon - Sources de Lumière | 47,46            | 1 030 (2022)                      | 22                 | modifier les données · modifier les données |
| Saint-Benoît                 | 04174      | CC Alpes Provence Verdon - Sources de Lumière | 21,03            | 166 (2022)                        | 7,9                | modifier les données · modifier les données |
| Saint-Jacques                | 04180      | CC Alpes Provence Verdon - Sources de Lumière | 4,66             | 72 (2022)                         | 15                 | modifier les données · modifier les données |
| Saint-Julien-du-Verdon       | 04183      | CC Alpes Provence Verdon - Sources de Lumière | 6,19             | 176 (2022)                        | 28                 | modifier les données · modifier les données |
| Saint-Lions                  | 04187      | CC Alpes Provence Verdon - Sources de Lumière | 11,55            | 38 (2022)                         | 3,3                | modifier les données · modifier les données |
| Saint-Pierre                 | 04194      | CC Alpes Provence Verdon - Sources de Lumière | 5,62             | 97 (2022)                         | 17                 | modifier les données · modifier les données |
| Sausses                      | 04202      | CC Alpes Provence Verdon - Sources de Lumière | 14,68            | 129 (2022)                        | 8,8                | modifier les données · modifier les données |
| Senez                        | 04204      | CC Alpes Provence Verdon - Sources de Lumière | 70,27            | 156 (2022)                        | 2,2                | modifier les données · modifier les données |
| Soleilhas                    | 04210      | CC Alpes Provence Verdon - Sources de Lumière | 34,53            | 91 (2022)                         | 2,6                | modifier les données · modifier les données |
| Tartonne                     | 04214      | CC Alpes Provence Verdon - Sources de Lumière | 44,88            | 127 (2022)                        | 2,8                | modifier les données · modifier les données |
| Thorame-Basse                | 04218      | CC Alpes Provence Verdon - Sources de Lumière | 97,72            | 208 (2022)                        | 2,1                | modifier les données · modifier les données |
| Thorame-Haute                | 04219      | CC Alpes Provence Verdon - Sources de Lumière | 108,35           | 247 (2022)                        | 2,3                | modifier les données · modifier les données |
| Ubraye                       | 04224      | CC Alpes Provence Verdon - Sources de Lumière | 35,65            | 99 (2022)                         | 2,8                | modifier les données · modifier les données |
| Val-de-Chalvagne             | 04043      | CC Alpes Provence Verdon - Sources de Lumière | 32,57            | 83 (2022)                         | 2,5                | modifier les données · modifier les données |
| Vergons                      | 04236      | CC Alpes Provence Verdon - Sources de Lumière | 45,73            | 114 (2022)                        | 2,5                | modifier les données · modifier les données |
| Villars-Colmars              | 04240      | CC Alpes Provence Verdon - Sources de Lumière | 40,59            | 254 (2022)                        | 6,3                | modifier les données · modifier les données |
| Arrondissement de Castellane | 042        |                                               | 1 718,10         | 11 417 (2022)                     | 6,6                | modifier les données                        |

## Démographie
En 2022, l'arrondissement comptait 11 417 habitants.
| 1968  | 1975  | 1982  | 1990  | 1999  | 2006  | 2011  | 2016   | 2021   |
| ----- | ----- | ----- | ----- | ----- | ----- | ----- | ------ | ------ |
| 7 309 | 7 023 | 7 584 | 7 970 | 8 125 | 9 238 | 9 542 | 11 403 | 11 388 |

| 2022   | - | - | - | - | - | - | - | - |
| ------ | - | - | - | - | - | - | - | - |
| 11 417 | - | - | - | - | - | - | - | - |

## Sous-préfets
| Période           | Période           | Identité                                  | Fonction précédente                                                               | Observation                                                                                                 |
| ----------------- | ----------------- | ----------------------------------------- | --------------------------------------------------------------------------------- | --- |
|                   |                   |                                           |                                                                                   | |
| 1815              |                   | Emmanuel-Ferdinand de Villeneuve-Bargemon |                                                                                   | |
|                   |                   |                                           |                                                                                   | |
| 1860              | 1861              | Georges Loverdo                           |                                                                                   | Nommé sous-préfet de Segré                                                                                  |
|                   |                   |                                           |                                                                                   | |
| 27 novembre 1862  | 3 août 1867       | Emmanuel Grandval                         | Conseiller de la préfecture de la Gironde                                         | Nommé Sous-préfet de Bourganeuf                                                                             |
|                   |                   |                                           |                                                                                   | |
| 24 septembre 1870 | 1er juillet 1873  | Ferdinand Collomp                         |                                                                                   | Remplacé |
|                   |                   |                                           |                                                                                   | |
| 21 février 1877   | 24 mai 1877       | Henri Barlet                              |                                                                                   | Remplacé |
| 30 décembre 1877  | 1er novembre 1878 | Henri Barlet                              |                                                                                   | Nommé sous-préfet de Bourganeuf                                                                             |
| 1er novembre 1878 | 2 décembre 1879   | Léon Amiel                                | Sous-préfet de Bourganeuf                                                         | Nommé conseiller de préfecture du Rhône                                                                     |
|                   |                   |                                           |                                                                                   | |
| 17 novembre 1880  | 28 février 1882   | Alphonse Magon-barbaroux                  |                                                                                   | Nommé sous-préfet d'Yssingeaux                                                                              |
| 28 février 1882   | 14 mars 1882      | Étienne Delage                            | Sous-préfet de Castelsarrasin                                                     | Nommé sous-préfet d'Embrun                                                                                  |
| 25 mars 1882      | 14 novembre 1886  | Guillaume Abeille                         | conseiller de préfecture de la Haute-Savoie                                       | Nommé sous-préfet de Marvejols                                                                              |
| 14 novembre 1886  | 8 janvier 1887    | Pierre Trigant-geneste                    | Sous-préfet d'Espalion                                                            | Nommé sous-préfet de Bressuire                                                                              |
| 8 janvier 1887    | 25 août 1888      | Pierre Béchet                             | Sous-préfet de Bône en Algérie française                                          | Nommé sous-préfet de Sarlat                                                                                 |
| 25 août 1888      | 7 janvier 1891    | Jean Giacobbi                             | Conseiller de préfecture de la Savoie                                             | Nommé sous-préfet d'Apt                                                                                     |
| 7 janvier 1891    | 22 décembre 1891  | Francis Hersent                           | Chef de cabinet du préfet de Seine-et-Oise                                        | Nommé sous-préfet de Saint-Sever                                                                            |
| 22 décembre 1891  | 31 décembre 1892  | Louis Hudelo                              | Chef de cabinet du préfet des Basses-Alpes                                        | Nommé sous-préfet de Bellac                                                                                 |
| 31 décembre 1892  | 7 janvier 1894    | Albert Hnery                              | Avocat à la cour d'appel de Paris                                                 | Nommé Sous-préfet de Semur                                                                                  |
|                   |                   |                                           |                                                                                   | |
| 1er février 1894  | 18 mars 1895      | Pierre Dubost                             |                                                                                   | Nommé sous-préfet de Melle                                                                                  |
| 18 mars 1895      | 6 juillet 1895    | Louis Bérard                              |                                                                                   | Mis en disponibilité sur sa demande                                                                         |
| 6 juillet 1895    | 30 novembre 1896  | Charles Hardy                             | Conseiller de préfecture d'Indre-et-Loire                                         | Nommé sous-préfet de Lavaur                                                                                 |
| 30 novembre 1896  | 13 septembre 1897 | Urbain Nicolas                            | Sous-préfet de Lavaur                                                             | Nommé Percepteur                                                                                            |
| 13 septembre 1897 | 21 octobre 1898   | Victor Vassal                             | Sous-préfet de Corte                                                              | Nommé sous-préfet de Castelnaudary                                                                          |
| 8 novembre 1898   | 9 décembre 1902   | Jean Chaumond                             | Sous-préfet d'Yssingeaux                                                          | Nommé sous-préfet de Montbéliard                                                                            |
| 9 décembre 1902   | 5 septembre 1904  | Léon Tainturier                           | Chef de cabinet du préfet de la Côte-d'Or                                         | Nommé sous-préfet de Montbéliard                                                                            |
| 5 septembre 1904  | 11 novembre 1905  | Charles Escande                           |                                                                                   | Nommé sous-préfet de Mortagne                                                                               |
| 15 décembre 1905  | 26 février 1907   | Alphonse Blachon                          |                                                                                   | Nommé sous-préfet de Châteaubriant                                                                          |
| 26 février 1907   | 17 janvier 1908   | Louis Mennecier                           |                                                                                   | Nommé sous-préfet de Nantua                                                                                 |
| 17 janvier 1908   | 20 juin 1908      | Jules Bargeaud                            | Sous-préfet d'Ancenis                                                             | Nommé secrétaire général de la préfecture des Landes                                                        |
| 20 juin 1908      | 7 novembre 1908   | Marcel Guillemet                          | Secrétaire général de la préfecture des Landes                                    | Nommé sous-préfet de Civray                                                                                 |
| 7 novembre 1908   | 23 mai 1911       | Auguste Salze                             | Conseiller de préfecture de l'Hérault                                             | Nommé sous-préfet de Segré                                                                                  |
| 23 mai 1911       | 20 octobre 1911   | Henri Flach                               | Secrétaire général de la préfecture de l'Ardèche                                  | Nommé sous-préfet de Moissac                                                                                |
| 20 octobre 1911   | 3 mars 1914       | Pierre Pennes                             | Chef de cabinet du préfet de la Charente-Inférieure                               | Nommé sous-préfet de Marvejols                                                                              |
| 3 mars 1914       | 15 juillet 1914   | Paul Vacquier                             |                                                                                   | Nommé sous-préfet de Brignoles                                                                              |
| 15 juillet 1914   | 30 novembre 1916  | Pierre Ourmet                             | Chef de cabinet du préfet de l'Aude                                               | Nommé sous-préfet de Saint-Calais                                                                           |
| 30 novembre 1916  | 18 avril 1917     | Jules Sestier                             | Sous-préfet d'Argelès                                                             | Mis en disponibilité                                                                                        |
| 18 avril 1917     | 6 août 1920       | Nazaire Cayol                             | Conseiller de préfecture des Basses-Alpes                                         | Nommé sous-préfet de Muret                                                                                  |
| 6 août 1920       | 4 novembre 1921   | François de Bernardi                      | Sous-préfet de Saint-Flour                                                        | Nommé sous-préfet de Sainte-Menehould                                                                       |
| 4 novembre 1921   | 5 octobre 1923    | Henri Matheron                            | Attaché au cabinet du ministre des Finances                                       | Nommé secrétaire général de la préfecture des Basses-Alpes                                                  |
| 20 février 1925   | 24 octobre 1925   | Henri Lapeyre                             |                                                                                   | Nommé appelé, sur sa demande, à d'autres fonctions                                                          |
|                   |                   |                                           |                                                                                   | |
| 18 décembre 1943  | 18 décembre 1943  | Jean Deliau                               | Mobilisé entre le 26 août 1939 et le 30 juillet 1940                              | Non installé. Chargé de mission à la direction générale de la sûreté nationale                              |
| 18 décembre 1943  | 8 mai 1944        | Jean Dours                                |                                                                                   | Nommé sous-préfet d'Albertville                                                                             |
| 24 octobre 1946   | 22 octobre 1947   | Paul Feuilloley                           | Chef de cabinet du préfet de la Vienne                                            | Nommé sous-préfet de Mortagne                                                                               |
|                   |                   |                                           |                                                                                   | |
| 2 août 1949       | 25 août 1950      | Pierre Lambertin                          | Chef de cabinet du préfet de l'Ain                                                | Nommé sous-préfet de Gex                                                                                    |
|                   |                   |                                           |                                                                                   | |
| 12 novembre 1953  | 16 février 1954   | Jean Pensa                                |                                                                                   | Détaché en qualité d'administrateur civil à l'administration centrale                                       |
|                   |                   |                                           |                                                                                   | |
|                   | 25 août 1993      | Martine Giudice                           | Commissaire de police                                                             | Nommée directeur du cabinet du préfet de l’Isère                                                            |
| 27 juillet 1994   | 28 août 1996      | Robert Lalauze                            | Conseiller de tribunal administratif                                              | Réintégré conseiller du corps des membres des tribunaux administratifs et des cours administratives d'appel |
| 28 octobre 1996   | 23 novembre 1999  | Jean-Claude Roudil                        | Administrateur de l'Institut national de la statistique et des études économiques | Nommé sous-préfet de Saint-Pierre en Martinique                                                             |
| 16 mai 2000       | 28 février 2002   | Didier Brassert                           | Directeur de préfecture                                                           | Nommé sous-préfet de Château-Chinon                                                                         |
| 25 juin 2002      | 26 juillet 2005   | Pascal Zingraff                           | Directeur du cabinet du préfet du Tarn                                            | |
| 3 août 2005       | 28 octobre 2005   | Olivier Guiserix                          | Premier conseiller de tribunal administratif                                      | Réintégré premier conseiller de tribunal administratif                                                      |
| 4 janvier 2006    | 28 juillet 2008   | Serge Bideau                              | Administrateur territorial                                                        | Nommé sous-préfet de Saint-Benoît                                                                           |
| 18 juin 2009      | 16 février 2012   | Pierre Coron                              | Sous-préfet de Limoux                                                             | Nommé sous-préfet de Mirande                                                                                |
| 14 septembre 2012 | 9 septembre 2013  | Didier Bernard                            | Conseiller d'administration de l'intérieur et de l'outre-mer                      | Nommé sous-préfet de Saint-Laurent-du-Maroni                                                                |
| 23 septembre 2013 | 25 septembre 2015 | Charbel Aboud                             | Directeur des services pénitentiaires                                             | Nommé sous-préfet chargé de mission auprès du préfet de Vaucluse                                            |
| 29 octobre 2015   | 28 mai 2019       | Christophe Duverne                        | Administrateur territorial                                                        | Nommé sous-préfet de Sarrebourg-Château-Salins                                                              |
| 17 juillet 2019   | En cours          | Nicole Chabannier                         | Conseillère d'administration de l'intérieur et de l'outre-mer                     | |